# Kosynierzy gdyńscy

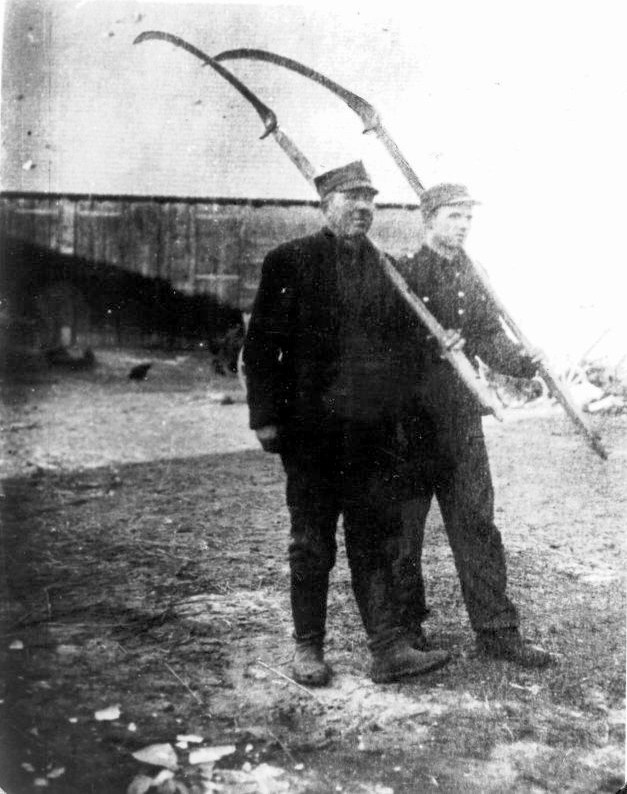
Kosynierzy gdyńscy. Andrzej Skibiński i jego syn Jan

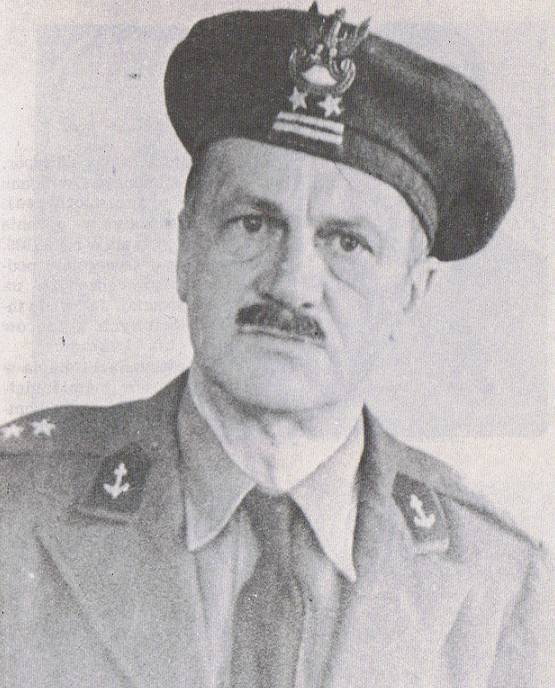
Ppłk st. sp. Stanisław Wężyk (ok. 1939), dowódca batalionu kosynierów gdyńskich

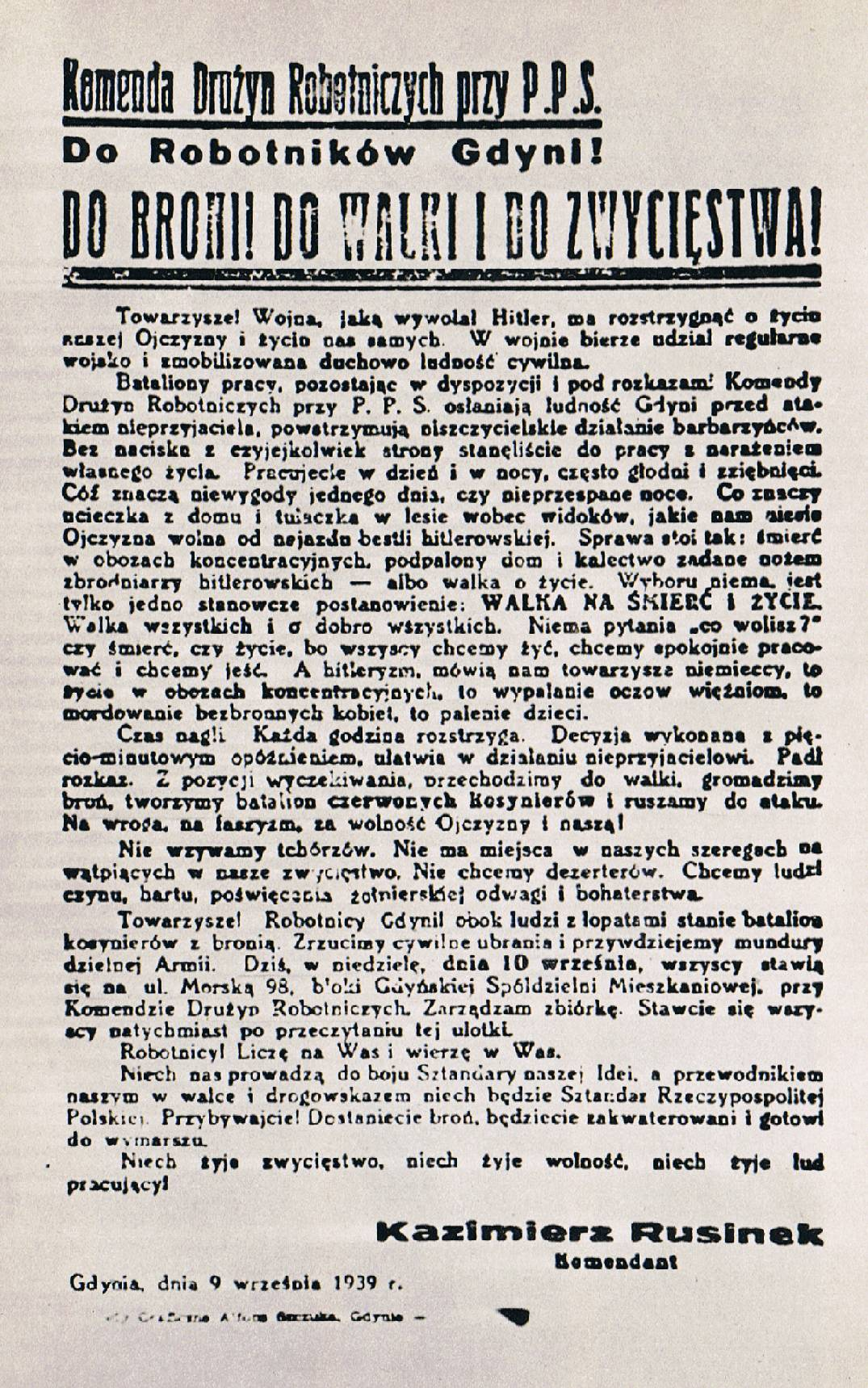
Odezwa PPS w Gdyni o tworzeniu oddziałów kosynierów z 9 września 1939

Kosynierzy gdyńscy, czerwoni kosynierzy – potoczna nazwa oddziałów ochotniczych utworzonych z inicjatywy Polskiej Partii Socjalistycznej podczas działań wojennych we wrześniu 1939 r. w Gdyni i na Kępie Oksywskiej. Formacja „kosynierów” zbudowana była na bazie robotników zrzeszonych w lewicowych związkach zawodowych, w których PPS posiadała silne wpływy.

## Powstanie oddziałów kosynierów
Początkowo, od 2 lub 3 września, zorganizowane oddziały robotników z inicjatywy Komitetu Miejscowego PPS w Gdyni, jako Drużyny Robotnicze przy PPS budowały umocnienia (kopały rowy strzeleckie i zapory przeciwczołgowe) na przedpolach Gdyni. W związku z naborem ochotników w dniu 7 września powstała kompania ochotników pod dowództwem ppor. rez. Józefa Kąkolewskiego. Na wniosek komendanta Drużyn Robotniczych Kazimierza Rusinka postanowiono uzbroić kompanię w kosy bojowe. Kompania kosynierów została uzbrojona 8 września. Kosy gromadzone były przez członkinie Przysposobienia Wojskowego Kobiet oraz Drużyny Robotnicze. 9 września komisarz rządu Franciszek Sokół wystosował do Warsztatów Żeglugi Polskiej pismo ze zleceniem wykonania opraw do kos. Tego samego dnia Kazimierz Rusinek wezwał robotników do tworzenia batalionu Czerwonych Kosynierów.
Kompania kosynierów ppor. Kąkolewskiego była zalążkiem II batalionu ochotniczego. Dowódcą projektowanego batalionu został ppłk st.sp. Stanisław Wężyk. W jego składzie znajdowały się cztery kompanie oraz pluton żandarmerii. Po wojnie Rusinek obwołał się komendantem Czerwonych kosynierów, podczas gdy w rzeczywistości był organizatorem oddziałów oraz członkiem sztabu płk. Wężyka.

## Walki kosynierów na przedpolach Gdyni
W walkach na przedpolu Gdyni podporządkowana I Gdyńskiemu Batalionowi Obrony Narodowej, wzięła udział 1 kompania kosynierów biorąc udział 11 września w boju pod Łężycami. W boju zginęło 3 kosynierów, natomiast 8 było rannych. W dniu 12 września kompania brała udział w boju pod Szmeltą jako odwód I Gdyńskiego Batalionu ON. Wraz z batalionem kosynierzy wycofali się 13 września na Oksywie. W tym czasie kompania była już uzbrojona w broń palną.

## Wycofanie się na Oksywie
Pozostałe niezorganizowane oddziały ochotnicze, w tym 2. kompania kosynierów pod dowództwem por. rez. Stanisława Raucha wycofały się na Oksywie najprawdopodobniej nad ranem 13 września i zajęły teren Koszar Marynarki Wojennej w Oksywiu. Dowództwo odcinka objął ppłk st.sp. Stanisław Wężyk. Ta część historii była zakłamywana po wojnie, ponieważ Rusinek twierdził, iż kosynierzy wycofali się jako ostatnie oddziały w dniu 14 września, a ponadto powstrzymał poddanie się oficerów na terenie koszar. W istocie takie wydarzenia nie miały miejsca.

## Walki na Oksywiu
W walkach na Oksywiu wzięły udział kompanie ppor. Kąkolewskiego, oraz od 15 września kompania por. Raucha. Kompania por. Raucha podporządkowana była początkowo 1 Morskiemu Pułkowi Strzelców i walczyła pod Dębogórzem, gdzie poniosła kolejne straty. Od 16 września kompania podporządkowana została III Gdyńskiemu Batalionowi Obrony Narodowej. Kompanie wraz z oddziałami, którym były podporządkowane, zostały wzięte do niewoli 18 i 19 września.
Osobne walki toczyły oddziały zgrupowane w koszarach Marynarki Wojennej. 18 września ppłk Wężyk wysłał na pierwszą linię niesformowane jeszcze oddziały 1. i 2. plutonu 3. kompanii kosynierskiej (uzbrojonej w broń palną) pod dowództwem por. Burakiewicza, które walczyły w rejonie PAGED-u. 19 września dwa plutony 4. kompanii kosynierów pod dowództwem por. inż. Lisowskiego walczyły pod Obłużem. 3. i 4. pluton 3. kompanii kosynierów pod dowództwem por. Bildziukiewicza walczyły na wzgórzach obok koszar. Ostatnim oddziałem 4. kompanii kosynierów (3. i 4. pluton) dowodził 19 września osobiście ppłk Wężyk broniąc koszar. Były to już improwizowane grupki marynarzy, żołnierzy i ochotników z oficerami: ppłk. Stanisławem Wężykiem, kpt. Racięckim, kpt. Radwanem, kpt. mar. Aleksandrem Olszewskim, por. Ludwikiem Wolskim, por. Siedleckim, ppor. Bildziukiewiczem, por. Kazimierzem Rusinkiem, ppor. Stanisławem Wolickim, ppor. Zakrzewskim. Obrona koszar trwała ponad dwie godziny. Około godz. 16.30 obrońcy koszar poddali się.

## Skład batalionu
Dowódca – ppłk st.sp. Stanisław Wężyk
- 1 kompania – dowódca ppor. Józef Kąkolewski (ok. 150 żołnierzy),
- 2 kompania – dowódca por. Stanisław Rauch (ok. 160 żołnierzy),
- 3 kompania – dowódca por. Burakiewicz (przez pewien czas ppor. Michał Bildziukiewicz, ok. 170 żołnierzy),
- 4 kompania – dowódca por. Lisowski (ok. 150 żołnierzy),
- pluton żandarmerii – ppor. Stanisław Wolicki[3].

## Powojenna legenda
Przez wiele lat po wojnie za dowódcę Gdyńskich Kosynierów uchodził przedwojenny działacz PPS ppor. rez. Kazimierz Rusinek. Twierdził on, iż jako działacz socjalistyczny miał zostać wezwany do płk. Stanisława Dąbka i mianowany komendantem kosynierów, na czele których miał bronić Gdyni. Rusinek wypromował też po wojnie nazwę „Czerwoni Kosynierzy”. Trzeba jednak pamiętać, że choć nie była to oficjalna nazwa tej formacji, to pojawiła się już w odezwie Rusinka 9 września 1939. Nazwa ta funkcjonowała również w związanych z PPS publikacjach na emigracji w Londynie już w 1940. Po 1990 demaskowanie kłamstw Rusinka spowodowało pomniejszanie bohaterstwa kosynierów. Jak stwierdził jeden z dziennikarzy: „Problem w tym, że niektórzy historycy utrzymują, że organizacja taka w ogóle nie istniała”.

## Upamiętnienie

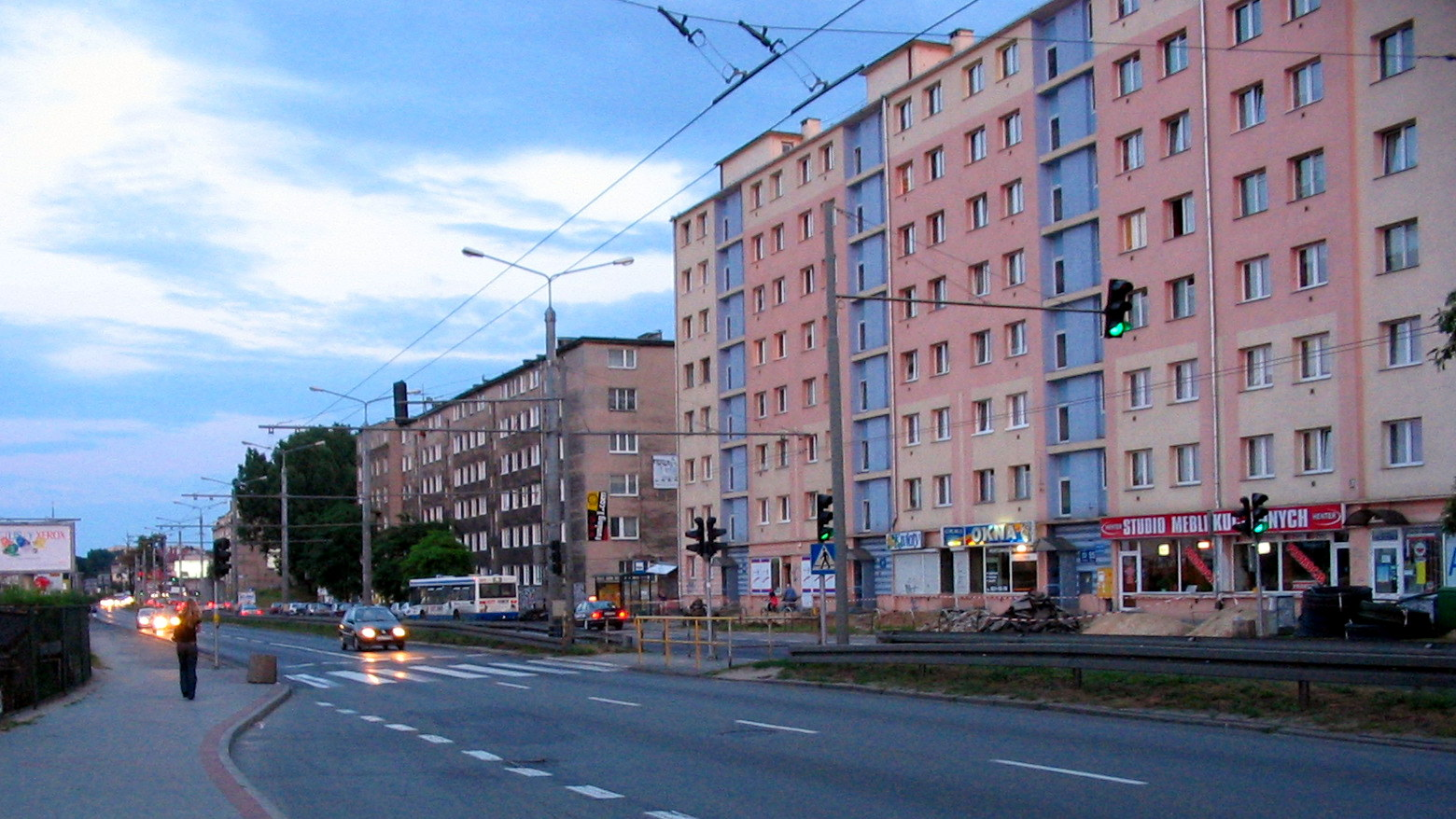
Ulica Morska w Gdyni została w 1946 r. przemianowana na ulicę „Czerwonych Kosynierów” i nosiła tę nazwę aż do 1991 r.

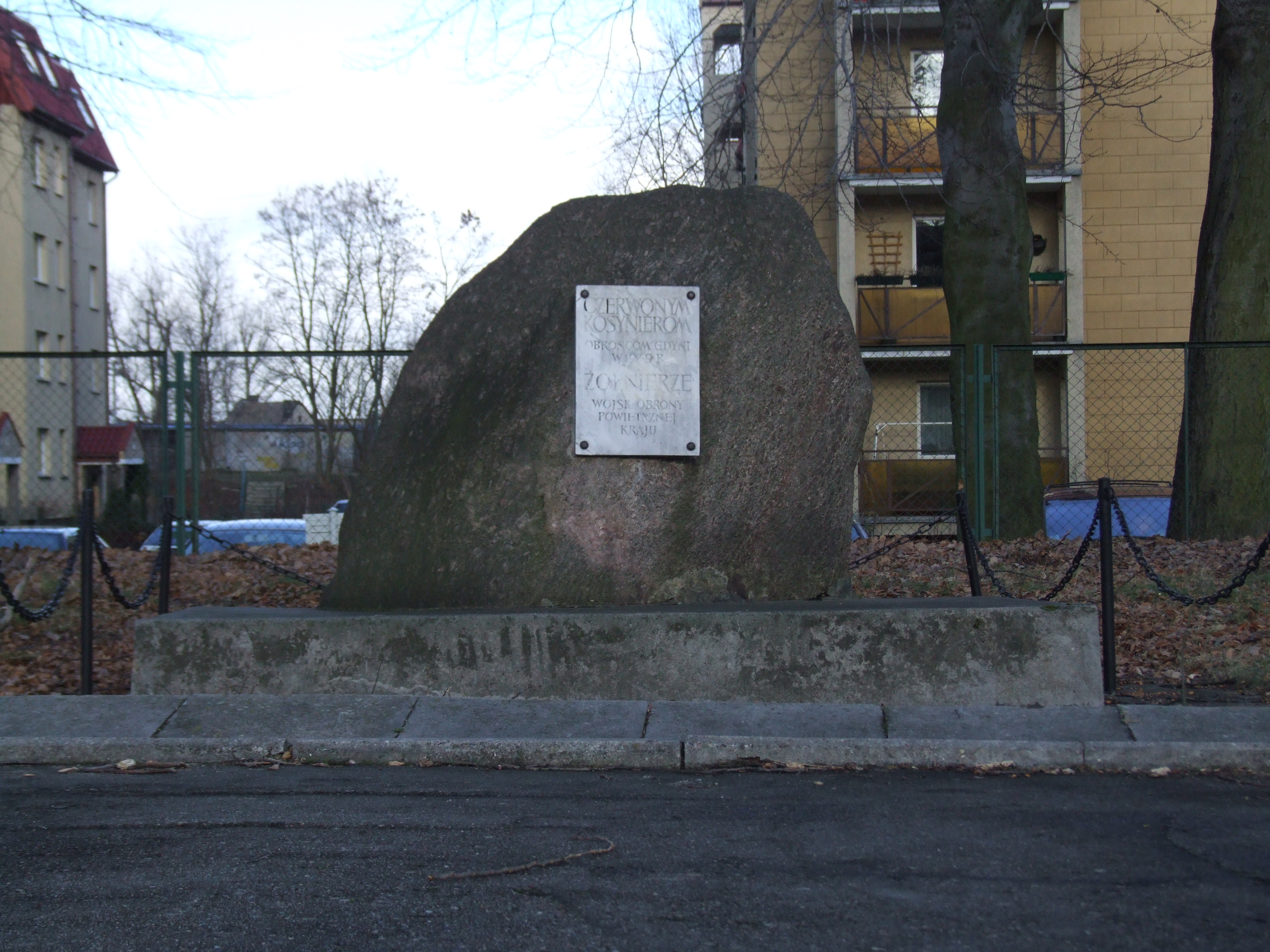
Kamień upamiętniający „Czerwonym Kosynierom, obrońcom Gdyni w 1939 r.” na terenie JW 3936 w Gdyni, ul. M.C. Skłodowskiej 2

Po wojnie wraz z budowaniem legendy zaczął się proces upamiętniania działań kosynierów. W 1946 r. ulica Morska w Gdyni otrzymała imię „Czerwonych Kosynierów”. Nazwa ta, uchwałą Rady Miasta, z dnia 9 lutego 1991 r. została uchylona przywracając ulicy przedwojenną nazwę.
Wskutek zamieszania historycznego imię „Czerwonych Kosynierów” noszą ulice w: Płocku, Ostrowie Wielkopolskim, Kaliszu. W Ustce ulica z jednej strony nosi imię „Czerwonych Kosynierów”, z drugiej zaś strony imię „Kosynierów”. Ulice „Czerwonych Kosynierów” polikwidowano w Katowicach, Tucholi, Starogardzie Gdańskim. W Rumi zmieniono nazwę z „Czerwonych Kosynierów” na „Kosynierów”.
Ulice imienia „Kosynierów Gdyńskich” istnieją natomiast w: Elblągu, Gdańsku, Gorzowie Wielkopolskim, Grudziądzu, Kartuzach, Łodzi, Policach, Rawiczu, Wrocławiu, Słupsku.
Od 1967 do 2004 (do likwidacji szkoły), imię „Gdyńskich czerwonych kosynierów” nosiła Szkoła Podstawowa nr 7 w Gdyni. Na szkole była też pamiątkowa tablica.
Od 1979 do 1992 imię „Gdyński kosynier” nosił chłodniowiec Polskich Linii Oceanicznych.
Na Grabówku istnieje do dziś kamień upamiętniający z tablicą „Czerwonym Kosynierom, obrońcom Gdyni w 1939 r. – Żołnierze Wojsk Obrony Powietrznej Kraju”, znajdujący się na terenie 33 Dywizjonu Rakietowego Obrony Powietrznej.
6 września 2011 w Gdyni, na terenie zielonym pomiędzy ulicami: Morską, Zbożową i Kcyńską, odsłonięto tablicę poświęconą „Gdyńskim Kosynierom”.